# Лайс
Лайс (пол. Łajs, нім. Layß) — село в Польщі, у гміні Пурда Ольштинського повіту Вармінсько-Мазурського воєводства.
Населення — 33 особи (2011).
У 1975-1998 роках село належало до Ольштинського воєводства.

## Демографія
Демографічна структура станом на 31 березня 2011 року:
|          | Загалом | Допрацездатний вік | Працездатний вік | Постпрацездатний вік |
| -------- | ------- | ------------------ | ---------------- | -------------------- |
| Чоловіки | 14      | 4                  | 9                | 1                    |
| Жінки    | 19      | 5                  | 10               | 4                    |
| Разом    | 33      | 9                  | 19               | 5                    |